# 郭湛波
郭湛波 （1905年5月—1990年），原名郭海清，字湛波，河北大名人。近代思想史研究學者。

## 生平
早年求學於北京大學哲學系。1932年畢業后一度出任大名河北第七師范訓育主任。后任教於北平師范大學，由于学潮的影响，1933年离校返回北平从事近代中国思想史的研究和著述。
1937年北平淪陷在北平师范大学国文系任教，后秘密組織抗日愛國運動，1940年12月被捕入獄，1943年2月被營救釋放后经洛阳前往重庆，后任職於國民政府。1948年中华民国行宪，郭湛波当选为第一届国民大会代表。1949年赴台，担任中华民国立法院经济、外交委员会秘书和编审。郭湛波兼跨政學兩界，在思想史研究領域著述不輟。退休后在私立中国文化学院任职（1980年改名为中国文化大学），在哲学系讲授“中国哲学史”和“孔孟荀哲学”，在私立辅仁大学哲学研究所讲授“近代中国思想史”。

## 著作
- 《先秦辯學史》成名作
- 《辯證法研究》
- 《論理學十六講》
- 《近五十年中國思想史》
- 《中國中古思想史》
- 《近代中國思想史》[2]

## 家庭
- 女儿：郭金陵